# Alex Maloney
Alexandra "Alex" Maloney (19 de março de 1992) é uma velejadora neozelandesa, medalhista olímpica.

## Carreira

### Rio 2016
Alex Maloney representou seu país nos Jogos Olímpicos de Verão de 2016, na qual conquistou medalha de prata na classe 49erFX, ao lado de Molly Meech. 